# Glória e Honra
Glória e Honra é um álbum ao vivo, sendo o oitavo da carreira de Nivea Soares. Gravado em 12 de novembro de 2011 na Igreja Batista Central em Belo Horizonte, o disco trouxe canções inéditas e regravações do trabalho anterior, Emanuel. A gravação contou com a presença de mais de 3500 pessoas. O encarte, produzido pela Quartel Design para a obra também foi notícia na mídia especializada em geral.

## Faixas
| N.º            | Título                 | Duração  |  |
| 1.             | "Filho do Deus Vivo"   | 5:34     |  |
| 2.             | "Meu Amor Maior"       | 4:51     |  |
| 3.             | "Em Ti"                | 4:31     |  |
| 4.             | "Nome Sobre Todo Nome" | 8:06     |  |
| 5.             | "Incomparável"         | 5:31     |  |
| 6.             | "Teu Amor não Falha"   | 6:05     |  |
| 7.             | "Emanuel"              | 6:19     |  |
| 8.             | "Glória e Honra"       | 6:25     |  |
| 9.             | "Aleluia"              | 5:29     |  |
| 10.            | "Em Tua Presença"      | 13:10    |  |
| 11.            | "Pra Sempre"           | 5:27     |  |
| 12.            | "Todo Olho Verá"       | 5:41     |  |
| Duração total: | Duração total:         | 01:17:15 |  |